# Badminton 1913
Höhepunkte des Badmintonjahres 1913 waren die All England, die Irish Open, die Scottish Open und die French Open.
==Internationale Veranstaltungen ==
| Veranstaltung | Herreneinzel       | Dameneinzel            | Herrendoppel                        | Damendoppel                            | Mixed                                     |
| ------------- | ------------------ | ---------------------- | ----------------------------------- | -------------------------------------- | ----------------------------------------- |
| All England   | Guy Sautter        | Lavinia Clara Radeglia | Frank Chesterton George Alan Thomas | Hazel Hogarth Mary K. Bateman          | Guy Sautter M. E. Mayston                 |
| French Open   | George Alan Thomas | Lavinia Clara Radeglia | Dorothy Bisgood Robert McCallum     | Lavinia Clara Radeglia Mary K. Bateman | George Alan Thomas Lavinia Clara Radeglia |
| Irish Open    | George Alan Thomas | -                      | Guy Sautter George Alan Thomas      | Louisa Plews Margaret Tragett          | Guy Sautter Hazel Hogarth                 |
| Scottish Open | George Alan Thomas | Lavinia Clara Radeglia | James Crombie H. J. H. Inglis       | Lavinia Clara Radeglia W. S. Gill      | George Alan Thomas Lavinia Clara Radeglia |

## Terminkalender
| Veranstaltung                        | Ort      | Datum                            | Bemerkung |
| ------------------------------------ | -------- | -------------------------------- | --------- |
| Scottish Open & Closed Championships | Aberdeen | Januar 1913                      |           |
| All England                          | London   | 27. Februar bis zum 2. März 1913 |           |
| French Open                          | Dieppe   | 20. bis zum 21. Dezember 1913    |           |
| Hampshire Championships              |          | 1913                             |           |
| Irische Meisterschaft                |          | 1913                             |           |
| Irish Open                           |          | 1913                             |           |
| London Championships                 |          | 1913                             |           |
| London League                        |          | 1913                             |           |
| Middlesex Championships              |          | 1913                             |           |
| North London Championships           |          | 1913                             |           |
| Northern Championships               |          | 1913                             |           |
| South of England Championships       |          | 1913                             |           |
| Surrey Championships                 |          | 1913                             |           |
| West Hants Championships             |          | 1913                             |           |